# Silver Train
«Silver Train» —en español: «Tren de plata»— es una canción de la banda británica de rock and roll The Rolling Stones de su álbum Goats Head Soup, editado en 1973. Las letras tratan de la relación del cantante con una prostituta. También fue lado B del sencillo «Angie», que alcanzó el puesto 1 en los Estados Unidos y el top 5 en el Reino Unido

## Historia
La canción se grabó por primera vez en 1970 durante las sesiones de Sticky Fingers. Luego se regrabó en mayo y junio de 1973. Lanzado en el álbum Goats Head Soup en agosto de 1973.
El crítico de Rolling Stone, Bud Scoppa, tenía esto que decir de la canción: "El lado dos empieza modestamente con «Silver Train», una canción de rock & roll con un sabor pre-rock. El enfoque de los Stones es como su tratamiento de «Stop Breaking Down», una de las durmientes del Exile: mucha arpa y slide guitarra gimiendo. También enfatizan, con sus gritos ensordecedores ensamblados, el atractivo coro de la canción. "Train" es la mejor de las canciones secundarias del álbum".
Johnny Winter había escuchado un demo de la melodía y grabó un cover de ella para su álbum Still Alive and Well en 1973 (Columbia Records). Canción escrita para Johnny Winter por Mick Jagger y Keith Richards. La versión de su álbum fue lanzada incluso antes de Goats Head Soup.
The Black Crowes también han versionado la canción en vivo. «Silver Train» también aparece en el álbum de Carla Olson / Mick Taylor Too Hot For Snakes lanzado por primera vez en 1991 y reeditado el otoño de 2012.
La canción fue tocada 4 veces en 1973 y no se volvió a interpretar en vivo de nuevo hasta 2014 en Tokio y Brisbane en la gira 14 On Fire con Mick Taylor, como invitado especial.

## Personal
Acreditados:
- Mick Jagger: voz, guitarra eléctrica, armónica, coros.
- Keith Richards: guitarra eléctrica, bajo, coros.
- Mick Taylor:guitarra eléctrica, coros.
- Charlie Watts: batería.
- Ian Stewart: piano.
- Jimmy Miller: percusión.